# Меньян, Майк
Майк Петерсо́н Менья́н (фр. Mike Peterson Maignan; род. 3 июля 1995, Кайенна) — французский футболист, вратарь и капитан клуба «Милан». Игрок сборной Франции. Победитель Лиги наций УЕФА (2020/21). Бронзовый призёр чемпионата Европы 2024.

## Карьера
Родился в Кайенне (Французская Гвиана) в 1995 году. С 2012 года выступал за резервную команду «Пари Сен-Жермен» в четвёртом французском дивизионе. В 2015 году за один миллион евро перешёл в «Лилль». Дебютировал за основную команду 18 сентября 2015 года, встав в ворота после удаления Винсента Эньеамы. С 2017 года стал основным вратарём команды, проведя за 2 сезона 72 матча в чемпионате Франции. По итогам сезона 2018/19 Меньян был признан лучшим вратарём года по версии НСПФ.
В мае 2021 года Майк был официально представлен в качестве игрока «Милана». Меньян подписал пятилетний контракт, зарплата составит 2,5 млн € в год. 23 августа дебютировал за «Милан» в матче против «Сампдории» и отыграл на ноль. 15 сентября 2021 года отразил пенальти в матче Лиги Чемпионов против «Ливерпуля». В первый же сезон в Италии стал победителем Серии А, а также выиграл награду «Лучший вратарь Серии А» в сезоне 2021/2022.
Выступал за юношеские сборные Франции разных возрастов. В составе сборной до 17 лет принял участие в юношеском чемпионате Европы в 2012 году.

## Достижения

### Командные
«Лилль»
- Чемпион Франции: 2020/21[12]

«Милан»
- Чемпион Италии: 2021/22
- Обладатель Суперкубка Италии: 2024

Сборная Франции
- Победитель Лиги наций УЕФА: 2020/21[13]
- Бронзовый призёр Лиги наций УЕФА: 2024/25

### Личные
- Вратарь года Лиги 1: 2019[14]
- Вратарь года Серии А (2): 2021/22, 2022/23
- Вошëл в состав «команды года» Лиги 1 по версии НСПФ: 2018/19[14]
- Вошëл в состав «команды года» Серии А (2): 2021/22, 2022/23
- Вошёл в состав символической сборной чемпионата Европы: 2024[15]

## Статистика выступлений
| Выступление      | Выступление      | Выступление      | Лига | Лига | Кубки | Кубки | Еврокубки | Еврокубки | Прочие | Прочие | Итого | Итого |
| Клуб             | Лига             | Сезон            | Игры | Голы | Игры  | Голы  | Игры      | Голы      | Игры   | Голы   | Игры  | Голы  |
| ---------------- | ---------------- | ---------------- | ---- | ---- | ----- | ----- | --------- | --------- | ------ | ------ | ----- | ----- |
| Лилль            | Лига 1           | 2015/16          | 4    | −3   | 1     | −1    | 0         | 0         | 0      | 0      | 5     | -4    |
| Лилль            | Лига 1           | 2016/17          | 7    | −7   | 5     | −7    | 0         | 0         | 0      | 0      | 12    | -14   |
| Лилль            | Лига 1           | 2017/18          | 34   | −53  | 2     | −4    | 0         | 0         | 0      | 0      | 36    | -57   |
| Лилль            | Лига 1           | 2018/19          | 38   | −33  | 4     | −4    | 0         | 0         | 0      | 0      | 42    | -37   |
| Лилль            | Лига 1           | 2019/20          | 28   | −27  | 3     | −4    | 6         | −14       | 0      | 0      | 37    | -45   |
| Лилль            | Лига 1           | 2020/21          | 38   | −23  | 2     | −3    | 8         | −12       | 0      | 0      | 48    | -38   |
| Лилль            | Итого            | Итого            | 149  | −146 | 17    | −23   | 14        | −26       | 0      | 0      | 180   | -195  |
| Милан            | Серия A          | 2021/22          | 32   | −21  | 4     | −4    | 3         | −7        | 0      | 0      | 39    | -32   |
| Милан            | Серия A          | 2022/23          | 22   | −21  | 0     | 0     | 7         | −6        | 0      | 0      | 29    | -27   |
| Милан            | Серия A          | 2023/24          | 29   | −34  | 1     | -2    | 12        | -16       | 0      | 0      | 42    | -52   |
| Милан            | Серия A          | 2024/25          | 37   | −41  | 6     | -6    | 10        | -12       | 0      | 0      | 53    | -59   |
| Милан            | Итого            | Итого            | 120  | −117 | 11    | −12   | 32        | −41       | 0      | 0      | 163   | -170  |
| Всего за карьеру | Всего за карьеру | Всего за карьеру | 269  | −263 | 28    | −35   | 46        | −67       | 0      | 0      | 343   | -365  |